# Peligros (kommunhuvudort)
Peligros är en kommunhuvudort i Spanien. Den ligger i provinsen Provincia de Granada och regionen Andalusien, i den södra delen av landet, 400 km söder om huvudstaden Madrid. Peligros ligger 693 meter över havet och antalet invånare är 10 910.
Terrängen runt Peligros är kuperad åt nordost, men åt sydväst är den platt.Runt Peligros är det mycket tätbefolkat, med 1 463 invånare per kvadratkilometer. Närmaste större samhälle är Granada, 5,3 km söder om Peligros. Runt Peligros är det i huvudsak tätbebyggt.